# Stories from the City, Stories from the Sea
A 2000-es Stories from the City, Stories from the Sea PJ Harvey nagylemeze. Karrierjének második nagy sikereket elért albuma. A kritikusok már megjelenésekor dicsérték, 2001-ben pedig elnyerte a Mercury Prize-t. 17 hetet töltött a brit albumlistán, és arany minősítést kapott. Több kritikus PJ Harvey legjobb munkájának tartja. Szerepel az 1001 lemez, amit hallanod kell, mielőtt meghalsz című könyvben. 2020-ban Minden idők 500 legjobb albuma listán 313. helyen szerepelt.

## Az album dalai
|     | Cím                                          | Szerző(k) | Hossz |
| --- | -------------------------------------------- | --------- | ----- |
| 1.  | Big Exit                                     | PJ Harvey | 3:51  |
| 2.  | Good Fortune                                 | PJ Harvey | 3:20  |
| 3.  | A Place Called Home                          | PJ Harvey | 3:43  |
| 4.  | One Line                                     | PJ Harvey | 3:14  |
| 5.  | Beautiful Feeling                            | PJ Harvey | 4:00  |
| 6.  | The Whores Hustle and the Hustlers Whore     | PJ Harvey | 4:01  |
| 7.  | This Mess We're In (közreműködik Thom Yorke) | PJ Harvey | 3:57  |
| 8.  | You Said Something                           | PJ Harvey | 3:19  |
| 9.  | Kamikaze                                     | PJ Harvey | 2:24  |
| 10. | This Is Love                                 | PJ Harvey | 3:48  |
| 11. | Horses in My Dreams                          | PJ Harvey | 5:38  |
| 12. | We Float                                     | PJ Harvey | 6:07  |
| 13. | This Wicked Tongue (brit és japán bónuszdal) | PJ Harvey | 3:42  |

## Közreműködők
- PJ Harvey – vokál, gitár, basszusgitár, billentyűk, maracas, producer, hangmérnök
- Rob Ellis – dob, zongora, szintetizátor, billentyűk, csembaló, csörgődob, elektromos zongora, háttérvokál, producer
- Mick Harvey – orgona, basszusgitár, dob, ütősök, harmónium, billentyűk, háttérvokál, producer
- Thom Yorke – ének, billentyűk
- Head – hangmérnök, keverés
- Victor Van Vugt – keverés
- Howie Weinberg – mastering
- Rob Crane – design
- Maria Mochnacz – design, fotók